# Kang Sheng
Kang Sheng, född 1898 i Zhucheng i Shandong, död 16 december 1975 i Peking, var en kinesisk kommunistisk politiker, expert på säkerhetsfrågor och ideolog. Under kulturrevolutionen var han under en tid en av de viktigaste ledarna och medlem i Mao Zedongs inre krets.
Kang Sheng föddes som Zhang Zongke och kom från en rik jordägarfamilj som gav honom en grundlig skolning i traditionell kinesisk litteratur, konst och kalligrafi. Han bedrev 1924–1925 universitetsstudier i Shanghai, där han kom i kontakt med olika radikala rörelser. Vid denna tid gick han med i Kinas kommunistiska parti och hjälpte under de påföljande åren bl.a. till med att organisera stadens arbetare i strejker. Efter Chiang Kai-sheks undertryckande av den kommunistiska rörelsen 1927 blev han tvungen att lämna Shanghai och arbetade under ett antal år underjordiskt i Jiangsu-provinsen. År 1933 begav han sig till Moskva där han var medlem av det kinesiska kommunistpartiets delegation hos Komintern och erhöll träning i säkerhetsfrågor av NKVD under Genrich Jagoda och Nikolaj Jezjov. I slutet av 1936 lär han enligt uppgift ha rest till Spanien och engagerat sig i det spanska inbördeskriget, men 1937 var han åter i Moskva.
1937 återvände Kang Sheng till Kina och eskorterade då Chiang Kai-sheks son Chiang Ching-kuo, som studerat i Sovjet i tolv år, till Shanghai. Kang begav sig efter ankomsten snart till kommunisternas gerillabas i Yan'an. Det var här han träffade Maos hustru Jiang Qing för första gången. I Yan'an blev Kang hösten 1938 chef för KKP:s säkerhetstjänst och 1942 fick ansvaret för att leda Mao Zedongs "rektifieringsrörelse". Sedermera kom han att anklagas för att ha gått för långt åt "vänster" i jakten på förrädare och fiender inom partiet och förlorade 1948 sin ställning som säkerhetschef.
Efter Folkrepubliken Kinas grundande höll han inledningsvis positioner på mellannivå och begränsat inflytande i Beijing. Han var bland annat guvernör i Shandong-provinsen och valdes in som suppleant i politbyrån. Med början under Stora språnget kom han att bli allt mer aktiv i polemiken mellan Kinas och Sovjets kommunistiska partier och reste i början på sextiotalet upprepade gånger med kinesiska delegationer till Moskva. När Mao Zedong startade kulturrevolutionen blev Kang Sheng en av vinnarna i den interna maktkampen i partiet. Han blev i maj 1966 rådgivare åt den av Mao speciellt skapade "Centrala gruppen för kulturrevolutionen" (i vilken bl.a. även Jiang Qing och Chen Boda ingick) och fick huvudansvaret för att utreda olika påstådda politiska brott i partiets ledarskikt. Vid den åttonde centralkommitténs elfte plenum i augusti samma år blev han invald i politbyråns ständiga utskott och efter den nionde partikongressen i april 1969 rankades han som nummer fem i partihierarkin.
Kang Sheng avled 1975 av gallblåsecancer och undgick därför arrest efter Maos död följande år. Den 16 oktober 1980 uteslöts han dock postumt från kommunistpartiet som en del av de utrensningar som då pågick. Den officiella centralkommittéresolution (Centraldokument Nr. 77, 1980) med sammanlagt sju bilagor som i partisammanhang förvånansvärt utförligt förklarade varför han uteslutits hänvisade bl.a. till hans roll kulturrevolutionens mest brutala och omänskliga behandling av påstådda “revisionister” i partiets ledargarnityr, men undvek helt att nämna att han i nästan samtliga fall agerat med Mao Zedongs och Zhou Enlais goda minne. Sedan han uteslutits ur partiet utkom i Kina en på historiska dokument baserad mycket vinklad Kangbiografi som sedermera kom att ligga till grund för den av två västerländska diplomater författade inte mindre tendentiösa biografin The Claws of the Dragon: The Evil Genius Behind Mao and His Legacy of Terror. 
Kang var en fruktad motståndare och jämfördes ofta med Stalins polischef Berija, men han var också en beundrad kalligraf och konnässör av kinesisk konst.